# 자샤오천

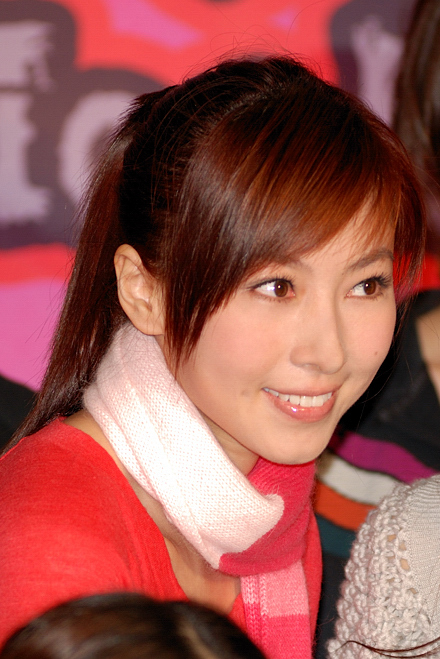
자샤오천

자샤오천(중국어 간체자: 贾晓晨, 정체자: 賈曉晨, 병음: Jiǎ Xiǎochén, 한자음: 가효신, 1982년 9월 20일 ~ )은 중국의 배우, 모델이다. JJ 지아(JJ Jia)라는 예명으로도 알려져 있으며 산둥성 지난시 출신인 후이족 사람이다.
지난 대학을 졸업하고 홍콩에서 주로 활동했다. 2012년부터 홍콩의 액션 영화 배우인 번소황과 연애에 들어갔고 2016년에 결혼했다.

## 방송
- 내의소녀
- 와일드 스트리트 2

## 영화
- 마이 새시 허비 (2012년)
- 탈명금: 사라진 천만 달러의 행방 (2011년)
- 최강희사 (2011년)
- 단신남녀 (2011년)
- 권법 : 쿵푸의 신 (2010년)
- 왜자다정 (2009년)
- 내의소녀 (2008년) - 씨씨 역
- 이사벨라 (2006년)